# Al-Watwan
Al-Watwan est un journal comorien fondé le 6 juillet 1985, à l'occasion du dixième anniversaire de l'indépendance du pays. Premier journal créé dans le pays, il est à l'origine un mensuel avant de se transformer en bimensuel en 1987, en hebdomadaire en 1989 pour ensuite évoluer en quotidien le 25 mars 2008 à l'occasion du débarquement militaire d'Anjouan.
Appelé originellement Echo des Comores  / Al-Watwany, il est renommé lors de son deuxième numéro Al-Watwany, avant de prendre son nom d'Al-Watwan.
Le journal publie son 4000e numéro en septembre 2020.